# Гомес, Скотт
Скотт Гомес (англ. Scott Gomez; 23 декабря 1979, Анкоридж, Аляска, США) — американский хоккеист, центральный нападающий.
На драфте НХЛ 1998 года был выбран в первом раунде под общим 27-м номером командой «Нью-Джерси Девилз».
Забросив шайбу в ворота «Нью-Йорк Рейнджерс» 5 февраля 2011 года, Гомес более года не мог поразить ворота соперника ни в одном матче НХЛ. Безголевая серия Скотта длилась более календарного года и составила 60 матчей: он не забивал в последних 29 матчах регулярного сезона 2010/11, 7 матчах плей-офф 2010/11 и 24 матчах регулярного сезона 2011/12. Наконец, 10 февраля 2012 года Гомес поразил ворота «Нью-Йорк Айлендерс», которые защищал Евгений Набоков. Эта шайба стала победной для «Канадиенс».

## Награды
- Обладатель Колдер Трофи: 2000 («Нью-Джерси Девилз»)
- Обладатель Кубка Стэнли: 2000, 2003 («Нью-Джерси Девилз»)
- Участник матча «Всех звёзд» НХЛ (2): 1999—2000, 2007—2008

## Статистика
```
                                            
                                                                                   --- Regular Season ---  ---- Playoffs ----
Season   Team                        Lge    GP    G    A  Pts  PIM  GP   G   A Pts PIM
--------------------------------------------------------------------------------------
1996-97  South Surrey Eagles         BCHL    0    0    0    0    0
1997-98  Tri-City Americans          WHL    45   12   37   49   57  --  --  --  --  --
1998-99  Tri-City Americans          WHL    58   30   78  108   55  10   6  13  19  31
1999-00  New Jersey Devils           NHL    82   19   51   70   78  23   4   6  10   4
2000-01  New Jersey Devils           NHL    76   14   49   63   46  25   5   9  14  24
2001-02  New Jersey Devils           NHL    76   10   38   48   36  --  --  --  --  --
2002-03  New Jersey Devils           NHL    80   13   42   55   48  24   3   9  12   2
2003-04  New Jersey Devils           NHL    80   14   56   70   70   5   0   6   6   0
2004-05  Alaska Aces                 ECHL   61   13   73   86   69   4   1   3   4   4
2005-06  New Jersey Devils           NHL    82   33   51   84   42   9   5   4   9   6
2006-07  New Jersey Devils           NHL    72   13   47   60   42  11   4  10  14  14
2007-08  New York Rangers            NHL    81   16   54   70   36  10   4   7  11   8
2008-09  New York Rangers            NHL    77   16   42   58   60   7   2   3   5   4
2009-10  Montreal Canadiens          NHL    78   12   47   59   60  19   2  12  14  25
2010-11  Montreal Canadiens          NHL    80    7   31   38   48   7   0   4   4   2
2011-12  Montreal Canadiens          NHL    38    2    9   11   14  --  --  --  --  --
2012-13  Alaska Aces                 ECHL   11    6    7   13   12  --  --  --  --  --
2012-13  San Jose Sharks             NHL    39    2   13   15   22   9   0   2   2   6
2013-14  Florida Panthers            NHL    46    2   10   12   24  --  --  --  --  --
2014-15  New Jersey Devils           NHL    58    7   27   34   23  --  --  --  --  --
2015-16  St. Louis Blues             NHL    21    1    7    8    4  --  --  --  --  --
2015-16  Ottawa Senators             NHL    13    0    1    1    2  --  --  --  --  --
--------------------------------------------------------------------------------------
         NHL Totals                       1079  181  575  756  655 149  29  72 101  95

```